# Omicidio di Luigi Silipo
L'omicidio di Luigi Silipo è un caso di omicidio a sfondo politico avvenuto in Italia il 1º aprile 1965 e rimasto irrisolto. 
La vittima era un politico locale e giornalista, all'epoca dei fatti condirettore del settimanale Calabria Domani e ispettore regionale del Partito Comunista Italiano.

## Il delitto
Luigi Silipo fu ucciso la notte del 1º aprile 1965 davanti alla sua abitazione nel centro storico di Catanzaro da sette colpi di pistola calibro 7,65 mm.
Quella sera aveva partecipato ad una riunione del partito a cui avevano preso parte, tra gli altri Alfredo Reichlin, Franco Calamandrei e Giovanni Di Stefano.
Le indagini furono riaperte nel settembre del 1966 dopo le dichiarazioni di Luca De Luca, compagno di partito, senatore e ultimo confidente della vittima. Egli dichiarò che il colpevole dell'omicidio potesse essere un "compagno di partito".
Assieme a Silipo era impegnato in una campagna di moralizzazione del partito locale.
Poco dopo il senatore De Luca fu espulso dal PCI per "indegnità politica e morale" in seguito alle sue dichiarazioni sul delitto.
Tra i moventi ipotizzati sui giornali dell'epoca:
- La sospensione dello sciopero delle raccoglitrici di Bergamotto che si protraeva da oltre un mese e per cui Silipo aveva ricevuto lettere anonime. Silipo, come presidente di Alleanza Contadina, era favorevole alla prosecuzione dello sciopero.
- Un precedente scandalo denunciato da Silipo che coinvolgeva enti pubblici e privati per opere di rimboschimento in cui erano stati organizzati incendi dolosi per mascherare la messa a dimora piante secche per opere di rimboschimento.

Nel settembre del 1966 soggiornò a Catanzaro un esponente del partito comunista cecoslovacco, Fedor Dragutin, fatto che fu messo in collegamento con le indagini sull'omicidio di Silipo.

## Blocco 52
Alla vita e all'omicidio di Luigi Silipo è dedicato il romanzo Blocco 52 - Una storia scomparsa, una città perduta, Rubbettino Editore, opera del collettivo di scrittori calabresi Lou Palanca ispirato dal memorandum New Italian Epic proposto dal collettivo Wu Ming.
Successivamente all'uscita del romanzo, il giornalista Bruno Gemelli ha pubblicato Lo strano delitto, Città del Sole Edizioni, con una ricostruzione della vicenda e del contesto storico in cui avvenne l'omicidio.